# Circuit Pepsi Center
 (juillet 2021).
Si vous disposez d'ouvrages ou d'articles de référence ou si vous connaissez des sites web de qualité traitant du thème abordé ici, merci de compléter l'article en donnant les références utiles à sa vérifiabilité et en les liant à la section « Notes et références ».

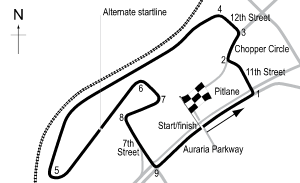
Circuit de Denver

Le circuit Pepsi Center, créé en 1909, interrompu pendant 40 ans puis repris, est un circuit sinueux situé dans la ville de Denver au Colorado.

## Circuit
Les Champ Car World Series sont revenus à Denver après une longue absence de trente-huit ans, la ville retrouva en 1990 et 1991 une course dans ses rues au Colorado en 2002 sur un nouveau circuit temporaire aménagé autour du Pepsi Center Expo de la ville. Comme pour le circuit urbain du centre-ville du début des années 1990, l'altitude élevée de la ville posait ses problèmes particuliers à ses concurrents. L'épreuve est restée au calendrier pendant cinq ans, Sébastien Bourdais et Bruno Junqueira s'imposant deux fois.

### Résultat
| Année     | Vainqueur          | Voiture                  | Championnat            | Résultats     |
| --------- | ------------------ | ------------------------ | ---------------------- | ------------- |
| 1909      | Eaton McMillian    | Colburn                  | AAA Championship Cars  | Résultats     |
| 1910-1950 | Pas de course      | Pas de course            | Pas de course          | Pas de course |
| 1951      | Tony Bettenhausen  | Kurtis Kraft-Offenhauser | AAA Championship Cars  | Résultats     |
| 1952      | Bill Vukovich      | Kuzma-Offenhauser        | AAA Championship Cars  | Résultats     |
| 1953-1989 | Pas de course      | Pas de course            | Pas de course          | Pas de course |
| 1990      | Al Unser Jr.       | Lola-Chevrolet/Ilmor     | CART World Series      | Résultats     |
| 1991      | Al Unser Jr.       | Lola-Chevrolet/Ilmor     | CART World Series      | Résultats     |
| 1992-2001 | Pas de course      | Pas de course            | Pas de course          | Pas de course |
| 2002      | Bruno Junqueira    | Lola-Toyota              | CART World Series      | Résultats     |
| 2003      | Bruno Junqueira    | Lola-Ford/Cosworth       | CART World Series      | Résultats     |
| 2004      | Sébastien Bourdais | Lola-Ford/Cosworth       | Champ Car World Series | Résultats     |
| 2005      | Sébastien Bourdais | Lola-Ford/Cosworth       | Champ Car World Series | Résultats     |
| 2006      | A.J. Allmendinger  | Lola-Ford/Cosworth       | Champ Car World Series | Résultats     |